# Сан-Домингус (Баия)
Сан-Домингус (порт. São Domingos)  —  муниципалитет в Бразилии, входит в штат Баия. Составная часть мезорегиона Северо-восток штата Баия. Входит в экономико-статистический  микрорегион Серринья. Население составляет 7250 человек на 2006 год. Занимает площадь 265,375 км². Плотность населения — 27,3 чел./км².
Праздник города — 13 июня.

## Статистика
- Валовой внутренний продукт на 2003 год составляет 15 886 080,00 реалов (данные: Бразильский институт географии и статистики).
- Валовой внутренний продукт на душу населения на 2003 год составляет 2027,32 реалов (данные: Бразильский институт географии и статистики).
- Индекс развития человеческого потенциала на 2000 год составляет 0,624 (данные: Программа развития ООН).

## География
Климат местности: полупустыня.